# Attestatie
Een attestatie is letterlijk het uitreiken van een getuigschrift of attest. In dagelijks spraakgebruik wordt het woord "attestatie" echter gebruikt voor een aantal specifieke bewijzen, veelal in geschreven vorm.

## Attestatie de vita
Een attestatie de vita (soms ten onrechte met "vitae" gespeld), levensbewijs, verklaring van in leven zijn of bewijs van in leven zijn is een schriftelijk bewijs dat een bepaalde burger in leven is. Dit kan de vorm hebben van een uittreksel uit de bevolkingsadministratie, of een document opgesteld door een notaris of ambassade.
In Nederland melden gemeentelijke basisadministraties gevallen van overlijden aan pensioenfondsen, maar niet aan levensverzekeraars. Daarom moeten gerechtigden van een lijfrente-uitkering zelf periodiek bij de gemeente een attestatie de vita halen om bij de verzekeringsmaatschappij in te dienen. In Kamervragen is de suggestie geopperd dat het ongemak en de kosten vermeden kunnen worden door de mogelijkheid te bieden dat gerechtigden van een lijfrente-uitkering hun verzekeringsmaatschappij machtigen om rechtstreeks informatie uit de gemeentelijke basisadministratie op te vragen. De regering weigert dit echter.

## Christelijke kerken
Binnen de context van christelijke kerken in Nederland is een attestatie een document dat mensen (individuen of gezinnen) mee kunnen krijgen wanneer ze overgaan van de ene kerk naar de andere. Het nut van het attestaat is dat het kerkgenootschap waar men terechtkomt, op de hoogte is van de geestelijke staat van de nieuwe leden, zodat de nieuwe leden goed kunnen worden opgevangen in hun nieuwe omgeving. De attestatie bevat een korte beschrijving van de reden waarom de attestatie is uitgegeven, en bevat verder onder meer de volgende gegevens:
- namen van de betreffende persoon of gezin
- geboortedatum
- doop- en belijdenisdatum (indien aanwezig)
- eventuele kinderen

Doorgaans wordt een attestatie uitgegeven op het moment dat een persoon of gezin – bijvoorbeeld door verhuizing – vertrekt naar een andere kerkelijke gemeenschap die tot hetzelfde kerkgenootschap behoort als de kerk waaruit men afkomstig is. Een attestatie is doorgaans niet interkerkelijk, al wordt daar in sommige gevallen van afgeweken. Sommige gemeentes die behoren tot de CGK, de GKV en de NGK willen onderling nog weleens leden met attestatie uitwisselen. Dit laatste kerkgenootschap is hier relatief makkelijk over, in de beide andere gevallen gebeurt dit vaak pas na onderling overleg tussen kerkenraden.
Onder een aantal gereformeerde kerken is het uitgeven van attestaties gemeengoed. Een aantal andere kerken werkt met het ledenregistratiesysteem SILA in plaats van met attestaties. Bij verhuizing wordt een lid automatisch overgeschreven naar de gemeente van hetzelfde kerkgenootschap in de nieuwe woonplaats. Het uitgeven van attestaties gebeurt onder meer door:
- Nederlands Gereformeerde Kerk
- Gereformeerde Kerken vrijgemaakt
- Christelijke Gereformeerde Kerk
- Voortgezette Gereformeerde Kerken in Nederland

Voorheen gaven de Nederlandse Hervormde Kerk en de Gereformeerde Kerken in Nederland ook attestaties uit. Sinds 2004, het jaar waarin deze beide kerkgenootschappen en de Evangelisch-Lutherse Kerk fuseerden tot de Protestantse Kerk, doen de voormalige gereformeerde kerken dit alleen wanneer leden besluiten over te stappen naar de Voortgezette Gereformeerde Kerken in Nederland. Adreswijzigingen van leden binnen de Protestantse Kerk worden doorgegeven middels het ledenregistratiesysteem SILA.

## Taalkunde
In de taalkunde geldt het gebruik van woorden en andere taaluitingen als geattesteerd als er bewijs van bestaat. Veelal zal het gaan om schriftelijke bronnen, maar middelen zoals geluidsopnamen kunnen ook voldoen. Een Nederlandse etymoloog die over het woord haft schrijft: "geattesteerd […] [10e eeuw]" zal gewoonlijk bedoelen dat de oudst bekende vastlegging van dat woord in het Oudnederlands uit de 10e eeuw dateert, maar dat is afhankelijk van de context.